# Bridgeport Hungaria
Bridgeport Hungaria foi um clube de futebol americano com sede em Bridgeport, Pensilvânia, membro da American Soccer League.

## História
A equipe foi formada para substituir o Newark Skeeters, que haviam desistido da competição antes da fusão da ASL com a Eastern Soccer League. Após 10 jogos, o clube mudou-se para Newark, Nova Jérsei, mas desistiu após apenas mais cinco jogos. Em 26 de janeiro de 1930, o Hungaria perdeu por 4 a 0 para os New Bedford Whalers na primeira rodada da National Challenge Cup.